# Gasexplosion in St. Pölten 2010

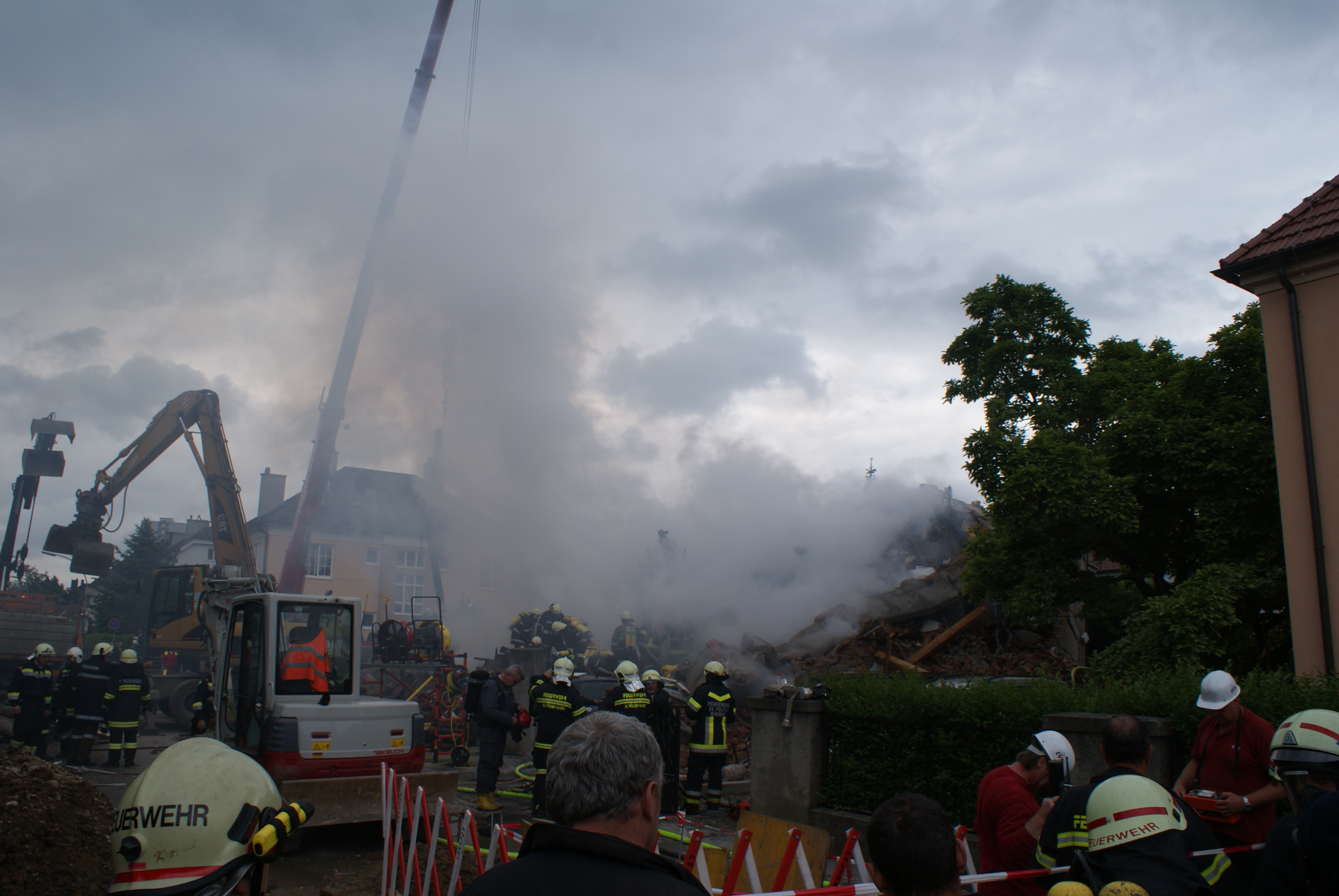
Feuerwehrkräfte bei den Bergungsarbeiten

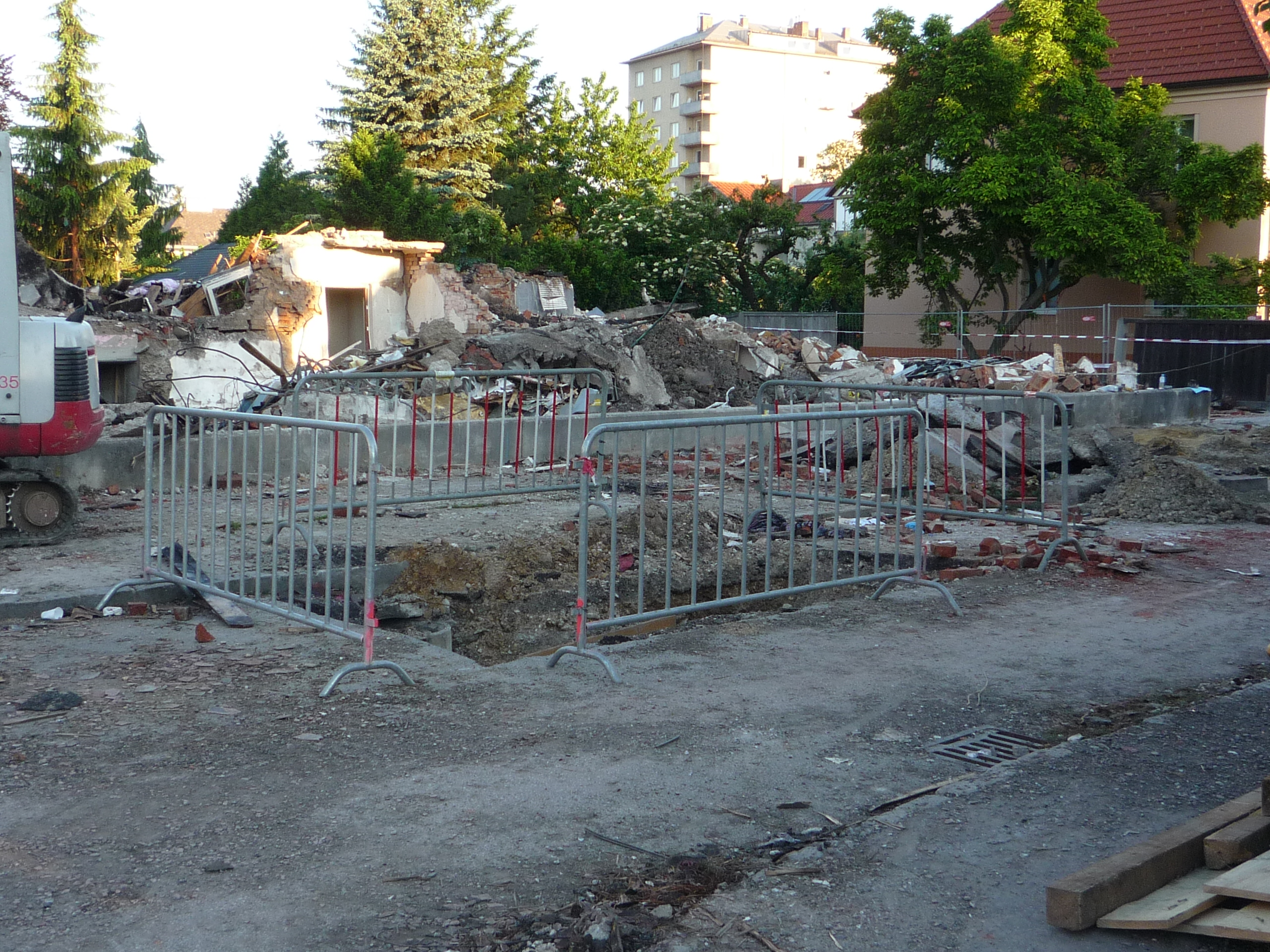
Die Reste des eingestürzten Hauses

Die Gasexplosion in St. Pölten ereignete sich am 3. Juni 2010 um 7:55 Uhr in St. Pölten, Niederösterreich. Beim Einsturz des Mehrfamilienhauses starben fünf Menschen.

## Verlauf

### Unglücksablauf
Etwa 20 Jahre vor dem Unglück wurden, unabhängig voneinander, eine Hochspannungs- und eine Gasleitung in der betroffenen Straße verlegt. Ersten Ermittlungsergebnissen nach wurden diese in dem nicht ausreichenden Abstand von weniger als 30 Zentimetern aneinandergelegt. Am Vorabend der Explosion verursachte vermutlich ein Kurzschluss in der Hochspannungsleitung einen Lichtbogen, der ein etwa zehn Zentimeter großes Loch in die kreuzende Gasleitung riss. Dieser Zwischenfall hatte in weiten Teilen St. Pöltens einen längeren Stromausfall zur Folge, ein Druckabfall in der Gasleitung ist laut einem Sprecher der EVN nicht registriert worden. Ab diesem Zeitpunkt dürfte Gas durch das Erdreich in das Gebäude gesickert sein.
Am 3. Juni 2010 kam es gegen 7:55 Uhr zu der Explosion. Das Zweiparteienhaus wurde durch die Detonation nahezu vollständig zerstört und ging in Flammen auf. Die dabei entstehende Druckwelle und die herumfliegenden Trümmer beschädigten noch Gebäude in zwanzig Meter Entfernung.

### Einsatz
Kurz nach der Explosion trafen die ersten Rettungskräfte ein. Neben den Freiwilligen Feuerwehren und der Polizei wurden schon kurz nach der Meldung drei Notarztwägen, zwei Notarzthubschrauber und 17 Rettungswägen von Samariterbund und Rotem Kreuz sowie die Mobile Leitstelle des Samariterbundes alarmiert. Ursprünglich wurden sieben Personen vermisst, ein im Haus lebendes Ehepaar war jedoch zum Unglückszeitpunkt nicht im Gebäude, eine weitere Bewohnerin des Gebäudes übernachtete außer Haus. In den umliegenden Gebäuden wurden 19 Personen evakuiert, die teilweise mit Rauchgasvergiftungen ins Krankenhaus gebracht werden mussten.
Obwohl die EVN die Gaszufuhr großräumig absperrte, strömte immer noch Gas nach, sodass sich die Löscharbeiten anfangs schwierig gestalteten, da sich überall wieder neue Explosionsherde bilden konnten. Durch den Schuttkegel waren auch die Brandstellen nur schwer erreichbar. Erschwerend war zudem die starke Rauchentwicklung, die schweren Atemschutz nötig machte.
Um Verschüttete nicht zu gefährden, mussten die einzelnen Trümmer der Brandruine hauptsächlich händisch sowie mit einem Kranfahrzeug abgetragen werden. Die eingesetzten Bagger kamen ebenso nur sehr langsam vorwärts bei der Suche nach den Vermissten.
Erst um etwa 17 Uhr konnte der erste Vermisste tot geborgen werden, die Arbeiten der Einsatzkräfte vor Ort dauerten bis 5 Uhr am nächsten Morgen. Insgesamt waren 900 Einsatzkräfte eingesetzt. Neben 620 Feuerwehrleuten von 33 Feuerwehren mit 75 Fahrzeugen waren Samariterbund und Rotes Kreuz mit 110 Kräften, die Polizei mit 100 Beamten, drei Suchhundestaffeln mit 30 Hundeführern und Kriseninterventionsteams mit 8 Personen vor Ort.

### Untersuchung
Der gesamte Schutt (440 Tonnen) wurde durch die Staatsanwaltschaft sichergestellt und am Bauhof gelagert, um genaue Ursachen ermitteln zu können.
Etwa zwei Wochen nach der Explosion hatten drei Gutachter, ein elektrotechnischer, ein geologischer und ein Brandsachverständiger, ihre Untersuchungen an der Unglücksstelle abgeschlossen. Es wurde jedoch ein weiterer Sachverständiger beauftragt. Mit dem Ergebnis der Untersuchungen rechnete die Staatsanwaltschaft ursprünglich im August oder September, später wurde mit einem Ergebnis zwei bis drei Monate danach gerechnet.
Am 1. Juli konnte das Gelände nach einem letzten Lokalaugenschein freigegeben werden.
Mitte September lag der Abschlussbericht des niederösterreichischen Landeskriminalamtes vor. Darin wird die nicht vorschriftsmäßige Verlegung der Gas- und Stromleitung im Jahr 1992 als eine der Hauptursachen für das Unglück angesehen, dieses Vergehen war jedoch schon verjährt. Trotzdem wurde vorerst Anzeige gegen Unbekannt erstattet, es waren zu diesem Zeitpunkt noch drei Gutachten ausständig. Diese trafen im Februar 2011 bei der Staatsanwaltschaft ein.
Im Oktober 2011 gab die Staatsanwaltschaft St. Pölten bekannt, dass sie die Ermittlungen gegen Mitarbeiter der EVN und zweier Baufirmen eingestellt hatte. Zuvor wurde wegen fahrlässiger Tötung unter besonders gefährlichen Verhältnissen sowie fahrlässiger Gemeingefährdung ermittelt. Bei der Ursache des Unglücks, den Erdarbeiten in den Jahren 1991 und 1992, wurden fahrlässig Fehler begangen, die jedoch bereits verjährt sind.

## Folgen
Die Aquarelle und Holzschnitte eines der Opfer, Walter Aicher, wurden im September 2010 in Korneuburg ausgestellt. 
Die überlebende Enkelin des Künstlers will das Unglücksgrundstück begrünen und fünf Bäume pflanzen, für jedes Opfer einen.
Im Jänner 2012 wurde bekannt, dass die einzige Überlebende, sie war zum Unglückszeitpunkt nicht im Gebäude, außergerichtlich eine sechsstellige Entschädigungssumme von der EVN erhalten hat. In Summe musste die EVN eine einstellige Millionensumme für Entschädigungen und Reparaturen zahlen.